# 뉘른베르크 국제군사재판

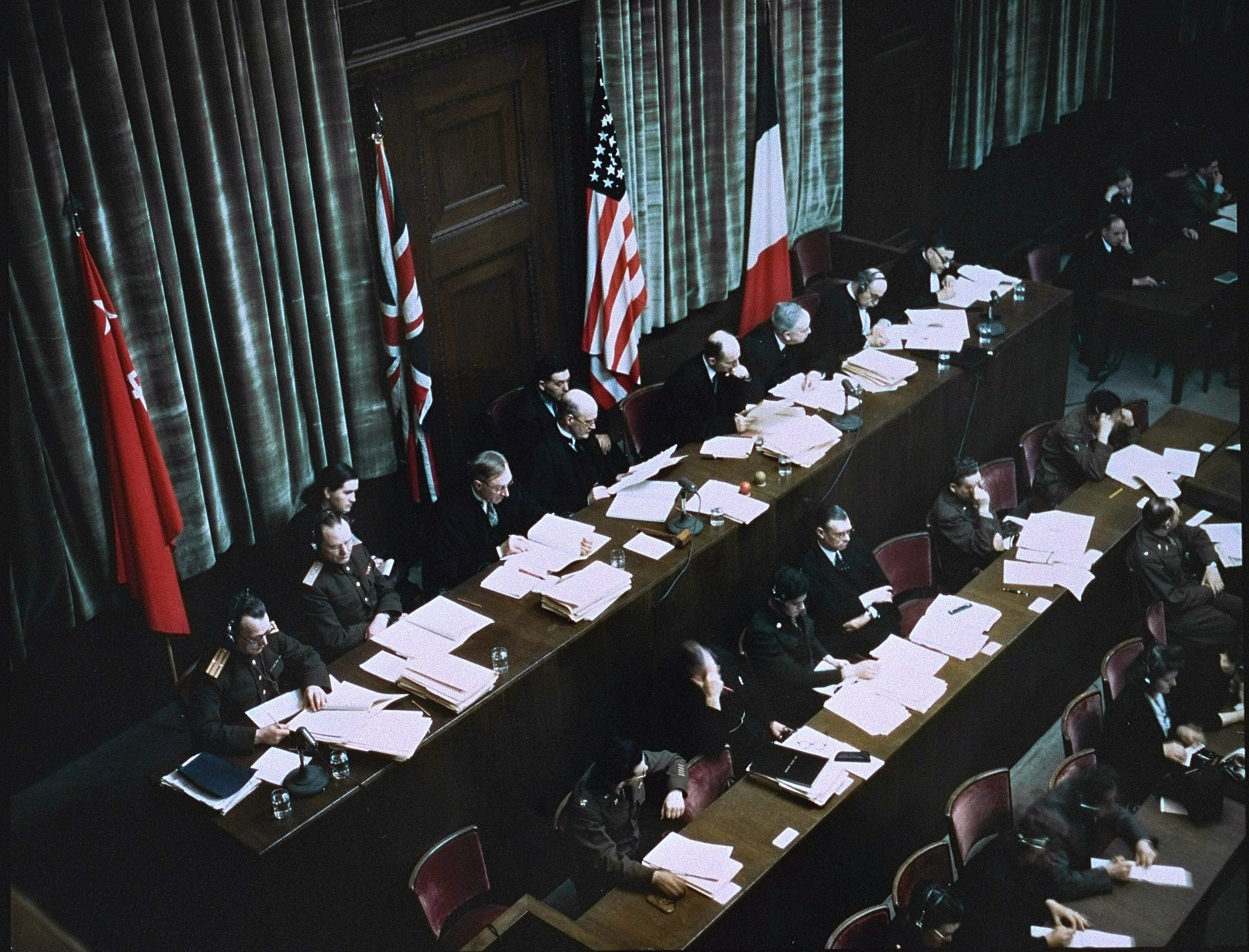
뉘른베르크에 있는 국제 군사 재판소의 판사석을 위에서 내려다본 모습.

뉘른베르크 국제군사재판(영어: Nuremberg International Military Tribunal) 또는 뉘른베르크 전쟁범죄수괴 재판(독일어: Nürnberger Prozess gegen die Hauptkriegsverbrecher)은 제2차 세계 대전 이후 연합국이 국제법 및 전시법에 따라 거행한 국제군사재판이다. 피고들은 나치 독일의 지도층 및 상급대장 및 원수급 군인으로, 홀로코스트를 비롯한 여러 전쟁범죄를 계획, 실행 또는 관여한 혐의로 피소되었다. 독일 뉘른베르크 정의궁에서 진행되었다. 이 재판에서 내려진 결정들은 고전국제법과 현대국제법의 분기점으로 평가받는다.

## 개요

### 재판 및 피고
뉘른베르크 국제군사재판은 1945년 11월 20일에서 1946년 10월 1일 사이에 진행되었다. 나치 독일에서 가장 중요하다고 간주된 정치군사지도자 24인이 피소되었다. 그 중 로베르트 라이는 재판 전 목을 매 자살했고 구스타프 크루프 폰 볼렌 운트 할바흐는 질병 사유로 재판이 연기되어 얼마 후 질병으로 사망했다.
심판 대상이지만 피소되지 않은 인물들도 많은데, 아돌프 히틀러, 하인리히 힘러, 빌헬름 부르크도르프, 한스 크렙스, 요제프 괴벨스, 요제프 테르보펜은 체포되기 직전 또는 체포된 직후 자살했다. 라인하르트 하이드리히는 1942년 체코 저항세력에게 암살(유인원 작전)되었기에 제외되었다. 하인리히 뮐러는 실종되어 현재까지 행방이 묘연한 상태이다.
뉘른베르크 국제군사재판 이후 미군의 점령지에서 미군이 주재한 군사재판들이 열려 국제군사재판에 피소되지 않은 전범들을 기소했다. 이 미군 주도 재판을 뉘른베르크 계속재판이라고 하며, 의사 재판이나 법관 재판 등이 여기에 속한다.
이 재판에서 규정하고 심판된 범죄들은 이후 국제연합에서 전쟁범죄, 인도에 반한 죄, 침략범죄에 관한 법학을 발달시키는 기초가 되었으며, 국제형사재판소의 설립으로 이어졌다.

### 사형 선고 및 집행
이 재판에서 연합군 측은 사형수의 신분이 현역 정규 군인인 경우(알프레트 요들 상급대장. 헤르만 괴링 공군원수. 빌헬름 카이텔 육군원수)에는 총살형으로 집행하고 그렇지 않은 나머지들은 교수형으로 집행하려고 하였다. 그러나 소련 수석 판사인 육군소장 신분인 이오나 니키첸코 판사가 나치독일을 증오한 나머지 현역 군인들에 대한 총살형으로 사형을 집행하는 것에 대해서 길길이 날뛰면서 반대하고(알렉산드르 볼치코프 대리 판사도 연합군 측과는 같은 입장이였다.) 군인들도 교수형을 집행할 것을 강하게 요구하여 군인 신분 피고들도 나머지들과 마찬가지로 전원 교수형을 집행하도록 결정하였다. 빌헬름 카이텔의 경우 그의 요구대로 연합군 측도 총살형 집행에는 동의했다고 하는데, 연합군 측이 카이텔의 전쟁범죄를 강조하기 위해서였다고 한다. 그러나 이마저도 이오나 니키첸코 판사가 총살형 집행에 반대했기에 카이텔마저도 교수형으로써 처형당하였다.
이는 소련은 소련과 독일과의 불가침 조약을 독일이 어김으로써, 군인과 민간인 1000만명이 부상을 당하고 2000만명 넘게 사망하는 엄청난 인명피해를 입었기 때문이었다. 소련군들도 그 분풀이로 독일군 포로들에게 엄청난 가혹행위를 하고 나서 바로 죽여버렸다. 그리고 베를린 공방전 때는 독일인에게 약탈과 강간으로 복수심을 표출하였기에 수석 판사인 이오나 니키첸코 판사가 길길이 날뛰면서 총살에 반대하고 군인 포함 교수형 집행을 강력히 요구 한 것이다.
또한 소련 측의 강력한 반대로 군인들(헤르만 괴링.칼 되니츠.에리히 레더.빌헬름 카이텔.알프레드 요들)의 서훈.훈장 등을 군복에서 전부 탈거했으며, 교수형 집행 당시 소련 측에서 사형수 전원을 롱 드롭 방식이 아닌 추가적인 고통을 주는 질식사 방식을 집행할 것을 강하게 요구해서 집행자 측에서 이에 맞춰서 줄 길이를 조절함에 따라서 사형수들 전원은 고통속의 질식사로 사형이 집행되었다. 위에서 언급한대로 자국민이 2000만명이나 넘게 고통스럽게 사망했는데 사형수들 전부 편하게 롱 드롭식으로 바로 죽여버리는 것은 있을 수 없다는 이유였다.

## 피기소자 목록
1945년 11월 19일 뉘른베르크 정의궁에서 국제군사재판이 개시되었다. 첫 개정기간 배석판사는 소련의 니키첸코였다. 검사단은 7개 조직(나치당, 내각, 친위대, 보안국, 게슈타포, 돌격대, 장군참모부 및 최고사령부)의 가장 악질적인 전쟁범죄자 24인을 기소했다. 만일 피고인들의 유죄가 결정된다면 피고가 소속된 조직 역시 범죄조직으로 규정될 예정이었다.
기소 내용은 다음과 같다.
1. 평화에 반한 죄의 달성을 위한 음모에 참여한 죄
2. 침략전쟁을 비롯한 각종 평화에 반한 죄를 계획, 개시 및 전개한 죄
3. 전쟁범죄
4. 인도에 반한 죄

피고 24명은 각각의 기소 내용에 대해 따로따로 기소되었다. 기소되었지만 유죄가 선고되지 않은 경우 (I), 기소되어 유죄가 선고된 경우 (G), 해당 죄목으로는 기소되지 않은 경우 (-)로 표시한다.
| 사진 | 이름                                        | 기소내용 | 기소내용 | 기소내용 | 기소내용 | 양형        | 비고 |
| 사진 | 이름                                        | 1        | 2        | 3        | 4        | 양형        | 비고 |
| ---- | ------------------------------------------- | -------- | -------- | -------- | -------- | ----------- | --- |
|      | 마르틴 보어만                               | I        | —        | G        | G        | 사형        | 당관방지휘자. 궐석으로 사형이 선고됨. 1972년 베를린에서 시체가 발견되어 1945년 5월 2일 사망한 것으로 판명. 베를린 최후의 날 도시를 빠져나가던 와중 음독자살한 것으로 추정. |
|      | 카를 되니츠 해군원수                        | I        | G        | G        | —        | 10년형      | 1943년-1945년 전쟁해군 총수. 유보트 작전 개시자. 히틀러 자살 이후 잠시동안 독일의 대통령. 무제한 잠수함 작전을 개시하여 1936년의 제2차 런던 해군조약을 위반한 혐의에 대해 유죄가 확정되었지만 미국의 체스터 니미츠 제독도 해당 조약을 위반했기 때문에 그 죄목으로는 처벌이 면제됨. 1956년 10월 1일 석방. 1980년 12월 24일 사망. 변호인 독일 해군 소속 장교 오토 크란츠뷜러 |
|      | 한스 프랑크                                 | I        | —        | G        | G        | 사형        | 1939년-1945년 폴란드 총독부 총독. 변호사. 뉘우침을 느낀다고 주장. 1946년 10월 16일 교수형 집행. |
|      | 빌헬름 프리크                               | I        | G        | G        | G        | 사형        | 1933년-1943년 내무국가장관. 1943년-1945년 보헤미아 모라비아 보호령의 국가보호자. 뉘른베르크 인종법의 공저자. 1946년 10월 16일 교수형 집행. |
|      | 한스 프리체                                 | I        | I        | I        | —        | 무혐의 석방 | 라디오 해설가. 국가대중계몽선전부(RMVP)의 뉴스 부문 국장. 1950년 초 석방. 프리체는 목소리가 괴벨스와 비슷했기 때문에 독일 라디오 방송에서 근무한 바 있음. 1953년 9월 27일 사망. |
|      | 발터 풍크                                   | I        | G        | G        | G        | 종신형      | 경제국가장관. 샤흐트의 후임 국가은행 총재. 신병을 이유로 1957년 5월 16일 석방. 1960년 5월 31일 사망. |
|      | 헤르만 괴링 공군 제국원수                   | G        | G        | G        | G        | 사형        | 유일한 제국원수(6성장군). 1935년-1945년 공군 총수. 게슈타포가 1934년 4월 친위대 소관으로 넘어가기 이전의 게슈타포 총수. 나치당내 2인자. 뉘른베르크 국제군사재판에 기소된 최고위 나치 당료. 총살형이 아닌 소련 이오나 니키첸코 판사의 반대로 교수형 집행에 반발해서 교수형 전날 밤 음독자살. |
|      | 루돌프 헤스                                 | G        | G        | I        | I        | 종신형      | 지도자대리. 1941년 영국과 강화회담을 맺겠다며 독단적으로 스코틀랜드로 날아갔다가 거기서 체포되어 쭉 포로신세. 재판 이후 슈판다우 교도소에 수감되었다가 1987년 거기서 자살. |
|      | 알프레트 요들 상급대장                      | G        | G        | G        | G        | 사형        | 국방군 육군 상급대장(4성장군). 카이텔의 부하로서 1938년-1945년 OKW의 작전부 부장. 서방 연합국 특수부대와 소련 정치장교에 대한 즉결처형 명령서에 서명. 1945년 5월 7일 카를 되니츠를 대신해 렝스에서 서방 연합군에게 항복하는 문서에 서명. 총살형 요구했으나 소련 이오나 니키첸코 판사의 반대로 기각. 1946년 10월 16일 교수형 집행. 1953년 재심으로 복권되었으나 번복, 복권이 취소됨.                                                                                                 |
|      | 에른스트 칼텐브루너                         | I        | —        | G        | G        | 사형        | 뉘른베르크 국제군사재판에 기소된 최고위 친위대원. 암살당해서 기소되지 못한 라인하르트 하이드리히의 후임으로 1943년-1945년 국가보안본부(RSHA) 본부장. 보안국(SD), 비밀국가경찰(게슈타포), 형사경찰(크리포)를 총괄하는 위치에 있었으며 학살 전담부대 특수작전집단의 최종적 책임자. 1946년 10월 16일 교수형 집행. |
|      | 빌헬름 보데빈 요한 구스타프 카이텔 육군원수 | G        | G        | G        | G        | 사형        | 1938년-1945년 국방군 최고사령부(OKW) 총장. 사실상의 국방장관. 히틀러에 대한 무조건적 충성으로 유명. 전쟁포로 및 정치범을 처형하라는 수많은 명령서에 서명. 사형도 각오. 총살형 요구했으나 소련 이오나 니키첸코 판사 반대로 기각. 1946년 10월 16일 교수형 집행. |
|      | 구스타프 크루프 폰 보흘렌 운트 할바흐       |          | I        | I        | I        | 미결수      | 1912년-1945년 프리드리히 크루프 주식회사의 최고경영자를 지낸 재벌. 신병을 이유로 재판받지 않음. 1941년 이후 반신불수였음. 전쟁 기간 중에는 아들 알프레트가 아버지를 대신해 회사를 운영했기에 원래 알프레트를 기소했어야 하는데 착오로 구스타프가 기소됨. 검사단이 뒤늦게 아들 알프레트를 대리 기소하려 했으나 판사들이 기각함. 다만 구스타프가 회복될 경우를 대비하여 기소를 취하하지는 않음. 1950년 2월 사망. 국제군사재판을 피한 알프레트는 미군 군사재판인 크루프 재판에 기소됨. |
|      | 로베르트 라이                               | I        | I        | I        | I        | 미결수      | 어용노조 독일노동전선(DAF) 총수. 재판이 시작되기 전인 1945년 10월 25일 목을 매 자살. 기소는 되었지만 재판이 진행되지 못했기에 유무죄가 판결되지 않음. |
|      | 콘스탄틴 폰 노이라트 남작                   | G        | G        | G        | G        | 15년형      | 1932년-1938년 외무국가장관. 리벤트로프의 전임자. 1939년-1943년 보헤미아 모라비아 보호령 국가보호자. 1941년 이후 거의 업무를 보지 않았으며 히틀러와의 불화로 1943년 사퇴함. 징역 중 심장마비를 일으켜 신병을 이유로 1954년 11월 6일 석방. 1956년 8월 14일 사망. |
|      | 프란츠 폰 파펜                              | I        | I        | —        | —        | 무혐의 석방 | 1932년 히틀러의 전전대 수상을 지내고 1933년-1934년 히틀러 밑에서 부수상을 지냄. 1934년-1938년 오스트리아 대사, 1939년-1944년 터키 대사. 뉘른베르크 국재군사재판에서는 무죄 판결을 받았지만 1947년 독일의 탈나치화 법정에서 유죄 선고를 받고 8년 노역형에 처해짐. 8년 중 2년만 복역한 뒤 항소하여 석방됨. |
|      | 에리히 레더 해군 대제독(원수)               | G        | G        | G        | —        | 종신형      | 1928년-1943년 전쟁해군 총수. 되니츠의 전임자. 신병을 이유로 1955년 9월 26일 석방. 1960년 11월 6일 사망. |
|      | 요아힘 폰 리벤트로프                        | G        | G        | G        | G        | 사형        | 1935년-1936년 전권대사. 1936년-1938년 미국 대사. 1938년-1945년 노이라트 남작의 후임 외무국가장관. 1946년 10월 16일 교수형 집행. |
|      | 알프레트 로젠베르크                         | G        | G        | G        | G        | 사형        | 인종주의 이론가. 1941년-1945년 동부점령지장관. 1946년 10월 16일 교수형 집행. |
|      | 프리츠 자우켈                               | I        | I        | G        | G        | 사형        | 1927년-1945년 튀링겐 대관구지휘자. 1942년-1945년 나치의 노예노동 프로그램 실무담당자. 양형의 부당함 주장. 1946년 10월 16일 교수형 집행. 변호인 로베르트 제르파티우스. |
|      | 햘마르 샤흐트 박사                          | I        | I        | —        | —        | 무혐의 석방 | 은행가, 경제학자. 1923년-1930년, 1933년-1938년 국가은행 총재. 1934년-1937년 경제국가장관. 베르사유 조약의 위반 인정. 영국이 독일 자본가, 기업가들에 대한 안전장치로서 무죄임이 명백한 샤흐트를 요식행위로 기소한 것이라는 주장이 있음. 해임된 이후 1944년까지 나치 강제수용소에 수감되어 있었기에 전쟁범죄자로 기소된 것에 대해 분노를 표출함. |
|      | 발두어 폰 시라흐                            | I        | —        | —        | G        | 20년형      | 1933년-1940년 히틀러 청소년단 국가청소년지도자. 1940년-1945년 빈 대관구지휘자. 뉘우침을 느낀다고 주장. |
|      | 아르투어 자이스잉크바르트                   | I        | G        | G        | G        | 사형        | 오스트리아 병합(안슐루스)에 중요한 역할을 했으며 1938년 잠시 오스트리아 수상을 역임. 1939년-1940년 폴란드 총독 프랑크를 보좌. 1940년-1945년 네덜란드 국가판무관부 국가판무관. 뉘우침을 느낀다고 주장. 1946년 10월 16일 사형 집행. |
|      | 알베르트 슈페어                             | I        | I        | G        | G        | 20년형      | 건축가. 사적으로는 히틀러의 친구. 1942년부터 전쟁 종료 때까지 군수장관. 점령지들에서 독일의 군수품을 조달하기 위한 노예노동이 실시된 것에 대한 최종 책임자. 뉘우침을 느낀다고 주장. |
|      | 율리우스 슈트라이허                         | I        | —        | —        | G        | 사형        | 1922년-1940년 프랑코니아 대관구지휘자. 반유대주의 주간지 《돌격수》 발행인. 1946년 10월 16일 교수형 집행. |

## 같이 보기
- 극동국제군사재판
- 뉘른베르크 계속재판
- 나치 독일